# إرفينغ ويبر
إرفينغ ويبر (بالإنجليزية: Irving Weber)‏ هو مؤرخ أمريكي، ولد في 19 ديسمبر 1900، وتوفي في 16 مارس 1997.